# クレメンス (お笑いコンビ)
クレメンスは、かつて活動していた日本のお笑いコンビ。大阪NSC32期生。2014年4月結成。2015年4月よりよしもとクリエイティブ・エージェンシー広島事務所に所属していた。2021年12月解散。

## メンバー
- りょーま（本名:宗藤 遼馬（むねとう りょうま）、1991年2月27日[1] - （34歳））
  - ボケ担当、立ち位置は向かって左。
  - 広島県廿日市市出身。
  - 身長170cm。
  - 胸毛がバルタン星人の形をしている。
- 福山 遼平（ふくやま りょうへい、1990年8月20日[1] - （34歳））
  - ツッコミ担当、立ち位置は向かって右。
  - 島根県松江市出身。
  - 身長178cm。
  - 口癖は「おん、おん、おん、せやな、おん」。
  - ケータイの待受画面は相方の写真。

## 略歴・概要
大阪NSC32期生。2015年4月よりよしもとクリエイティブ・エージェンシー広島事務所所属。旧コンビ名は北加賀屋ばぶる・ぼぶる（きたかがや ばぶるぼぶる）。
2016年から三次の鵜飼の船頭芸人に就任、活動。
2018年5月、広島県福山市鞆の浦で鯛網盛り上げ芸人を務めた。
2019年7月、よしもと広島県住みます芸人に就任。
芸風は主に漫才を行っている。最初は関西弁混じりの共通語でネタをしていたが、後に広島弁に戻った。
漫才だけでなく、コントも行う。
2021年12月をもって解散し、芸人引退を発表。これに伴い、12月末をもってけん玉ボーイズからりょーまが脱退。
2021年12月26日、最後の単独公演「卒業クレメンス」（エディオン紙屋町ホール）を行った。
2021年12月31日、広島よしもと公式YouTubeチャンネル『ブチチャンネル』年越し生配信に藩飛礼と出演し、クレメンス最後の仕事となった。
解散後、揃って吉本興業を退所した。りょーまは、2022年よりフリータレントとしてピンで活動している。

## 現在のりょーまの出演
※フリータレントとしてピン出演
- 届け!ひろしま応援歌（2022年 - 広島ホームテレビ）リポーター
- 解決!ドリーマーズ　その夢一件落着（2022年1月28日 - 広島テレビ）リポーター
- 勝手に子ども応援番組 はつモン!（2022年 -  FMはつかいち76.1MHz）第2・4月曜日 18:30〜19:00

## 過去の出演

### テレビ
- ココ!ブランニュー[8]（広島ホームテレビ）リポーター
- 恋とか愛とか（仮）（広島ホームテレビ） ドラマパート出演
- 深夜グルメバラエティ おうちで食べん祭（広島ホームテレビ）[9]
- やぎうまサンデー（広島ホームテレビ）[10]
- 届け!ひろしま応援歌（広島ホームテレビ）
- ごめんライダー（2021年12月30日、広島テレビ）

### ライブ
- 広島よしもとブチLIVE
- お笑い!よしもとゲバント劇場

### 配信
- YouTube「Clemens Channel」（2020年4月 - 2021年12月24日）